# Atlantic Star (nave da crociera)
Atlantic Star è stata una nave da crociera che ha navigato per Sitmar Cruises, Princess Cruises, P&O Cruises Australia e, con questo nome, per Pullmantur Cruises.

## Storia

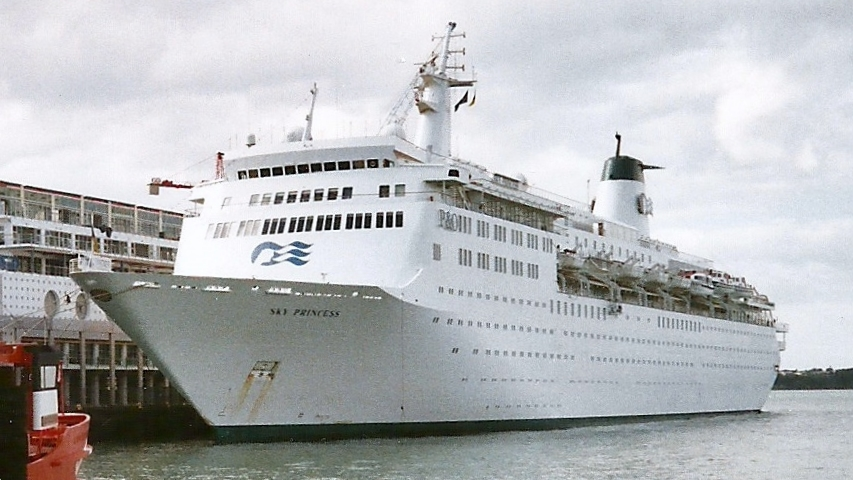
Sky Princess in servizio per Princess Cruises ad Auckland nel 2000.

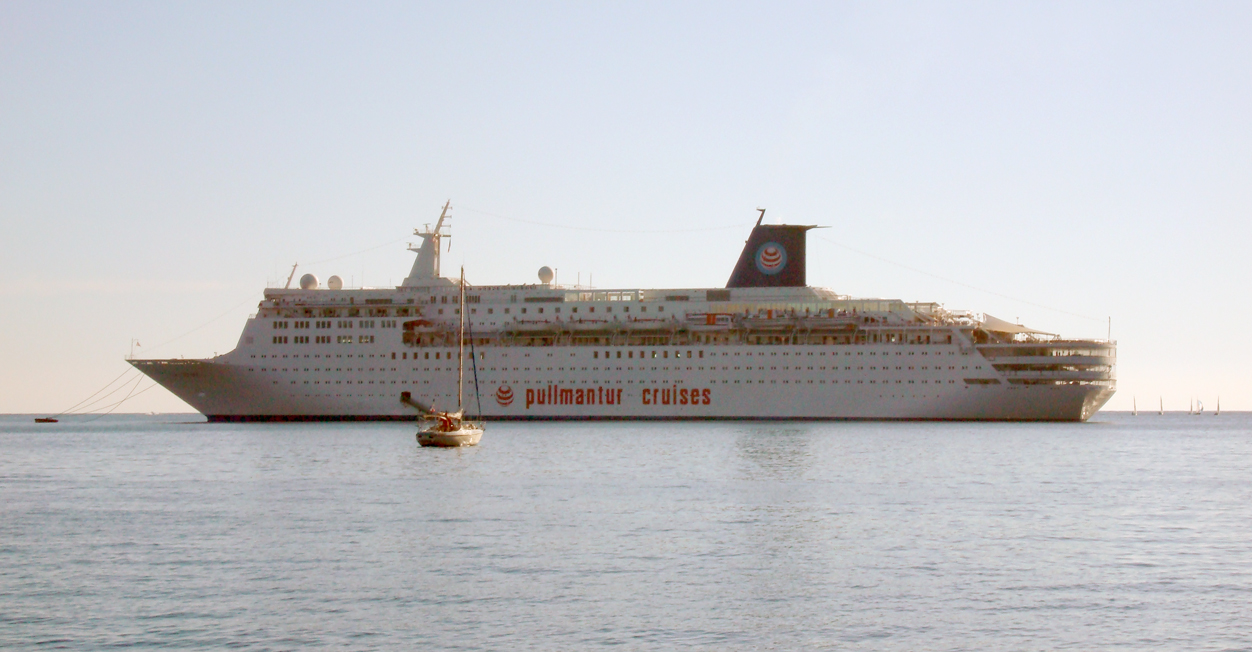
Sky Wonder in servizio per Pullmantur Cruises a Villefranche-sur-Mer nel 2007.

Entrata in servizio nel 1984 come FairSky, navigò per la compagnia italiana (con navi battenti bandiera liberiana) Sitmar Cruises fino al 1988, anno in cui la società fu acquisita dalla P&O. La nave venne quindi rinominata Sky Princess e gestita dalla Princess Cruises, allora sussidiaria della P&O.
Nel 2000, dopo l'ultima crociera terminata a Sydney, fu ceduta alla P&O Cruises Australia, altra sussidiaria del gruppo (che nel frattempo aveva cambiato nome in P&O Princess Cruises). Fu sottoposta a lavori di ammodernamento a Brisbane e ribattezzata Pacific Sky. Nel 2006 venne trasferita a Pullmantur Cruises, società del gruppo Royal Caribbean Cruises, con la quale navigò inizialmente con il nome Sky Wonder e poi, dopo una ristrutturazione nel 2009, come Atlantic Star.
Nel 2010 l'azienda greca Kyma Ship Management si interessò all'acquisto, abbandonando poi la trattativa perché antieconomica (si sarebbero dovute sostituire le turbine a vapore con dei più moderni motori diesel-elettrici).
Rimase quindi ormeggiata fino al 2013 a Marsiglia, quando fu ceduta ai cantieri STX France come parte del pagamento per la costruzione della classe Oasis di Royal Caribbean International. Venne cambiato nome in Antic e la nave  fu mandata nello stesso anno ad Aliağa per la demolizione.